# Hohner Electra Piano

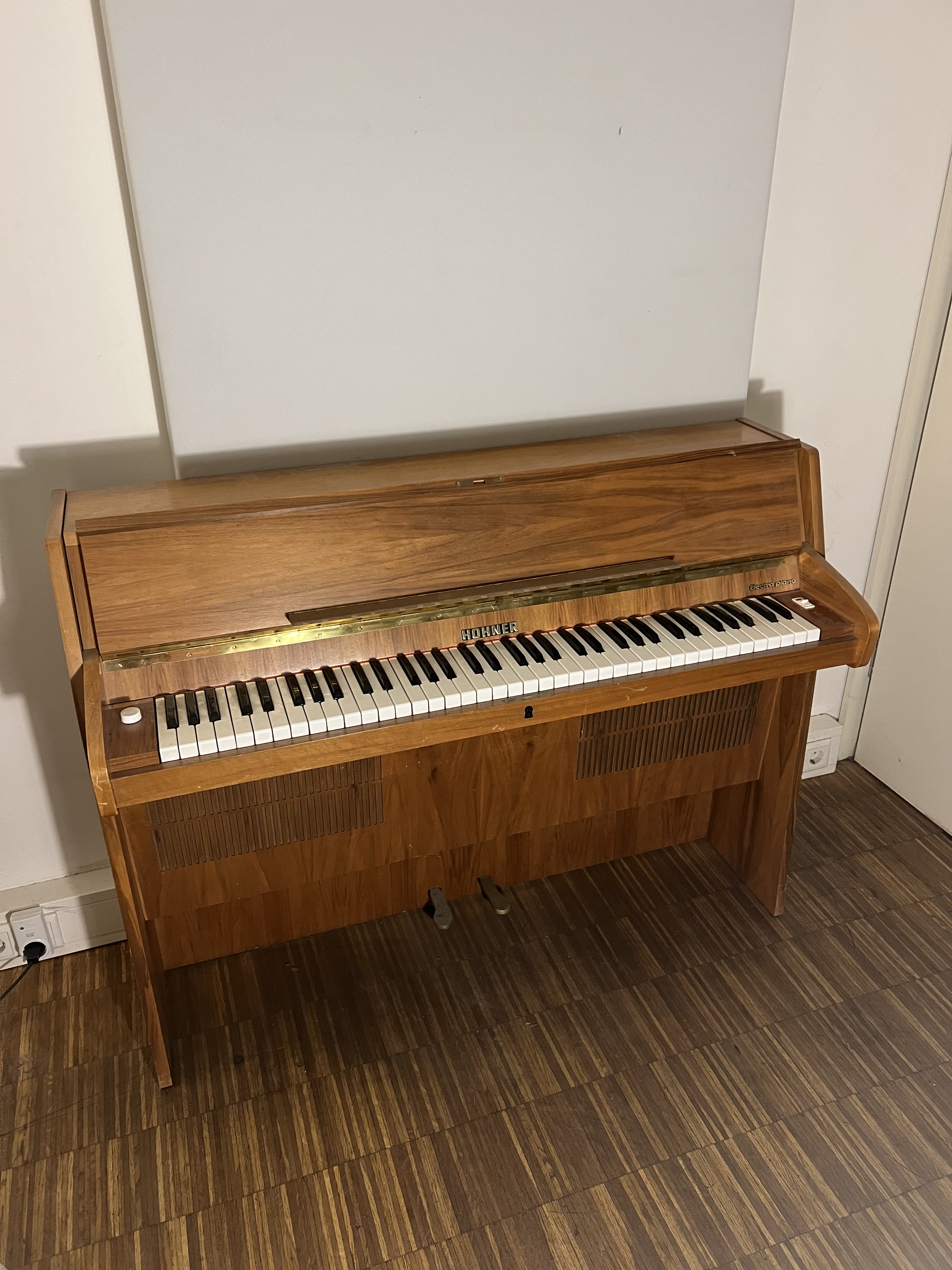
Hohner Electra Piano (Model mit Verstärker und Lautsprechern)

Das Electra Piano ist ein elektromechanisches Tasteninstrument (E-Piano) mit 72 Tasten. Es wurde von Ernst Zacharias für die Firma Hohner entwickelte.

## Tonerzeugung
Für die Tonerzeugung werden über Tastatur und Hammermechanik Metall-Zungen (Reeds) angeschlagen und zum Schwingen gebracht.
Anders als bei einem Klavier wird der dadurch entstehende Ton nicht von einem hölzernen Resonanzboden verstärkt, sondern von elektrischen Tonabnehmern (Pick Ups) abgenommen.
Dieses Signal kann dann durch die im Instrument verbauten Verstärker und Lautsprecher abgespielt werden bzw. an externe Verstärker oder Audiogeräte weitergegeben werden.
Das Electra Piano hat zwei Pedale: ein Sustain-Pedal mit der Möglichkeit einer Dämpfungsaufhebung und ein Soft-Pedal/Pianopedal (von it. piano: leise), das die Lautstärke des Tonabnehmersignals etwas verringert.
Wie alle elektromechanischen Tasteninstrumente ist es voll polyphon.

## Modelle
Neben dem Konsolen-Modell, das äußerlich einem herkömmlichen Klavier ähnelt und Verstärker, Lautsprecher und ein zweites Pedal hat, gab es auch eine transportable Version, das Electra Piano T.
Dieses war für den Einsatz auf der Bühne konzipiert.

## Verwendung
Folgende Musiker haben das Electra Piano benutzt:
- Beatles: Come Together[4]
- Led Zeppelin: Stairway to Heaven[5]
- Nucleus: Labyrinth[6]
- Gordon Beck: Ariadne[7]

## Verwandte Instrumente
- Fender Rhodes
- Wurlitzer Electric Pianos
- Hohner Pianet
- Yamaha CP70/80

## Einzelbelege
1. ↑  Jörg Sunderkötter: Das funkiest Instrument aller Zeiten. (PDF) Keyboard, abgerufen am 11. März 2025.
2. ↑  David Crombie: The Legendary Hohner Electra Piano. World Piano News, abgerufen am 11. März 2025 (englisch).
3. ↑  Hohner Electra Piano T. Antiquity Music, abgerufen am 11. März 2025 (englisch).
4. ↑  Equipboard - Paul McCartney. equipboard, abgerufen am 11. März 2025 (englisch).
5. ↑  Who played what. Hall of electric pianos, abgerufen am 11. März 2025 (englisch).
6. ↑  Nucleus – We'll Talk About It Later. Discogs, abgerufen am 11. März 2025 (englisch).
7. ↑  David Crombie: The Legendary Hohner Electra Piano. World Piano News, 27. Juli 2018, abgerufen am 11. März 2025 (englisch).